# Gebizo von Ravensburg

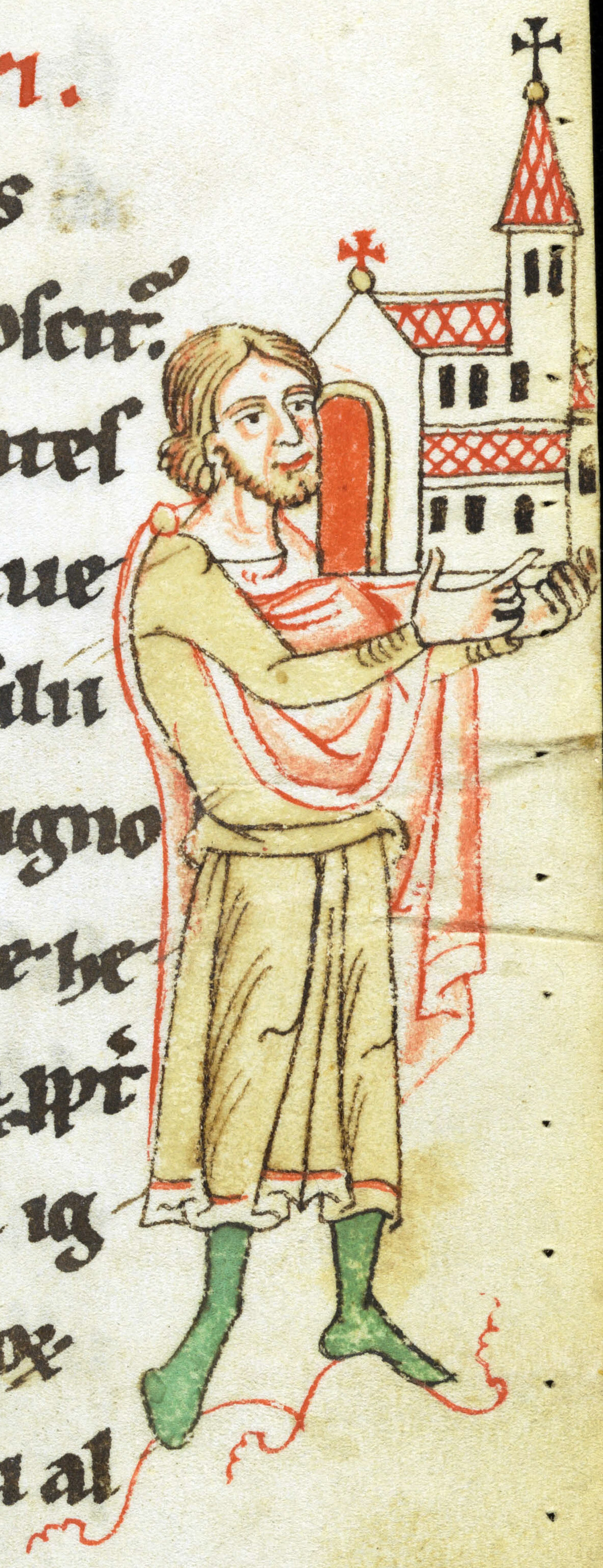
Gebizo stiftet das Kloster Weißenau, Miniatur in der um 1250 entstandenen Chronik des Stifts Weißenau. Kantonsbibliothek St. Gallen (Sammlung Vadiana, Ms. 321)

Gebizo von Ravensburg, auch Gebizo von Beyenburg († 1153 in Ravensburg), war ein welfischer Ministerial und der Stifter des Klosters Weißenau.
Benannt ist er nach dem Familiensitz Bisenburg oder Beyenburg von der im 18. Jahrhundert noch einzelne Spuren zu sehen waren. Sie stand nahe bei Blitzenreute am Schussental. In alten Schriften wird sie auch Bienburg, Bigenburg oder Bisenburg genannt.
Gebizo von Bisenburg war ein Sohn von Hermann des Reichen. Er gilt, zusammen mit seiner Schwester, als Gründer des Klosters Weißenau. Als welfischer Ministerial ist er bekannt unter dem Namen Gebizo von Ravensburg, wohl weil er dort seinen Hauptsitz hatte. Er wurde 1153 auf dem Markt in Ravensburg bei Streitigkeiten der Marktleute, die er schlichten wollte, von einem Bauern erstochen. Gebizo hinterließ keine Kinder. Seine Schwester Luitgard war verheiratet mit dem Ritter Heinrich von Esenhausen, ihr Sohn Ortolf nannte sich von Bisenburg. Die Söhne Ortolfs, Heinrich und Johann, scheinen das väterliche Erbe geteilt, ersterer Beyenburg, letzterer die Rinkenburg erhalten zu haben. Die Herren von Beyenburg besaßen auch in Rinkenweiler Vogtrechte und Güter, die von Rinkenburg solche in der Gegend von Baienbach. Von diesen Herren von Beyenburg wird ein Heinrich von Bienburc im Jahr 1201 Kämmerer des Königs Philipp von Schwaben.
1241 und 1246 erscheint ein Heinrich von Baienburch; 1264 ist wieder ein Heinrich von Bienburg Kämmerer, dieser stiftete die Commende zu Altshausen. Dessen Sohn Friedrich war offenbar der letzte der Familie und starb noch vor seinem Vater. Die Güter mit der Burg kamen durch Erbschaft an die Schenken von Schmalegg mit Sitz auf der Burg Schmalegg, wobei Heinrich, welcher sich 1286 von Beyenburg nennt, in einer anderen Urkunde vom gleichen Jahr sich als Heinrich Schenk von Schmalneck „mit seinen Söhnen Konrad und Heinrich von Bigenburg“ schreibt. Die Beyenburger führten nun das Schmalnecker Wappen, den schwarzen Mauerhaken im gelben Felde, und nannten sich Schenken von Beienburg, ein Nebenzweig Schenken von Ittendorf. Als Schenken von Beyenburg treten noch 1301 Konrad und 1341 Albrecht auf. Der letzte Spross der Familie war Ursula, Schenkin von Ittendorf die um 1450 den Ritter Ulrich von Hörningen heiratete. Dieser Ulrich, „zu Bygenburg gesessen,“ unterzeichnete 1397 die Stiftungs-Urkunde der adeligen Gesellschaft zum Esel in Ravensburg. Aufgrund von Schulden verkaufte Ulrich mit seinem Sohne Heinrich alles was er durch Ursula zugewonnen hatte im Jahr 1404 an das Kloster Weingarten. König Ruppert bestätigte 1404 den Kauf. Nach einer Aussage des Ravensburger Chronisten Johann Ludwig Schlaperiz waren die von Hörningen nicht bereit zum Auszug aus der Burg, weshalb sie erobert und niedergebrannt worden sei.